# Réserve naturelle régionale de l'étang de Saint-Bonnet
La réserve naturelle régionale de l'étang de Saint-Bonnet (RNR76) est une réserve naturelle régionale située en Auvergne-Rhône-Alpes. Classée en 1987, elle occupe une surface de 51,4 hectares et protège un étang et les milieux qui l'environnent.

## Localisation

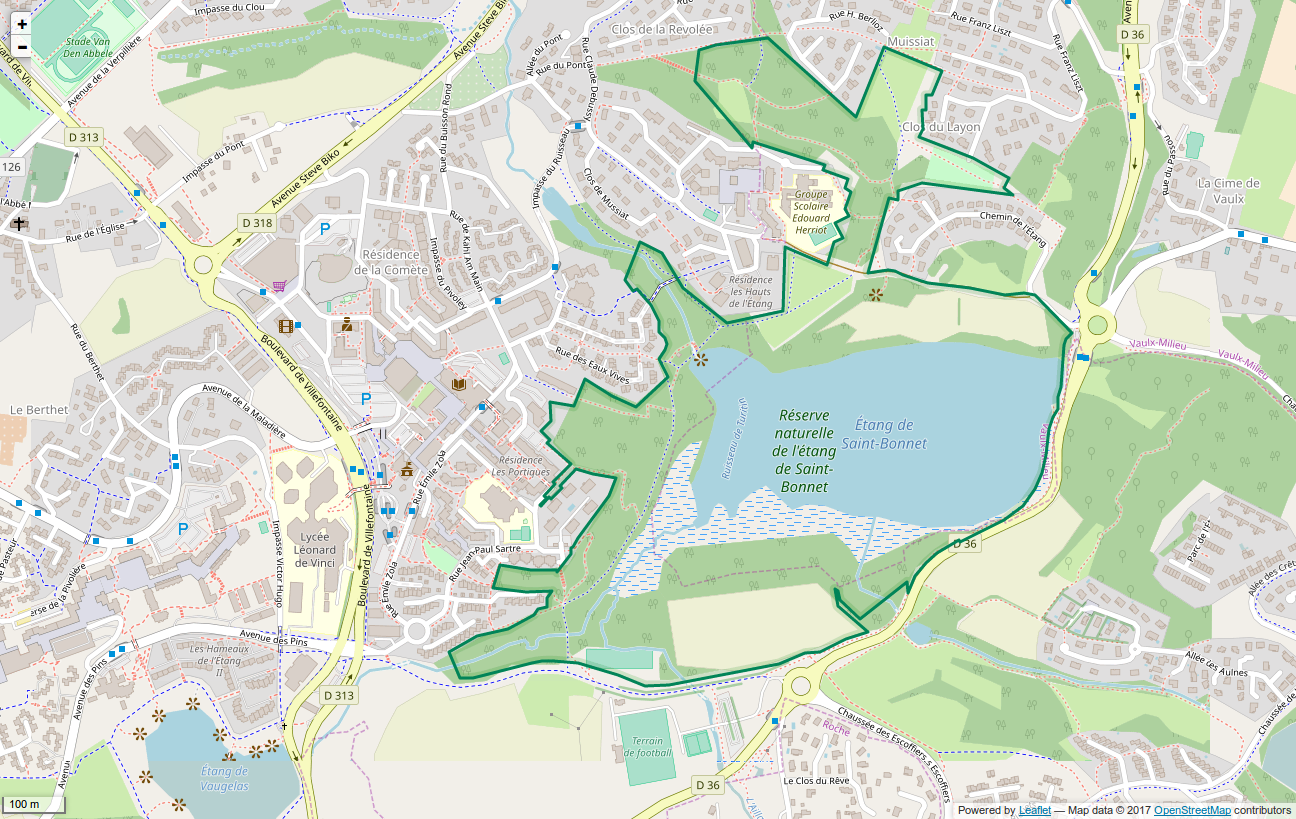
Périmètre de la réserve naturelle.

Entre Lyon et Voiron, le territoire de la réserve naturelle est dans le département de l'Isère, sur les communes de Vaulx-Milieu et Villefontaine. L'étang de Saint-Bonnet ne doit pas être confondu avec les étangs de Saint-Bonnet-Tronçais dans l'Allier.

## Histoire du site et de la réserve
Le site a fait l'objet d'un premier classement en réserve naturelle volontaire en 1987 avant le classement actuel.

## Écologie (biodiversité, intérêt écopaysager…)
Le site comprend un plan d'eau, l'étang de Saint-Bonnet de 14 ha ainsi que des roselières, des boisements et des prairies. Il est très proche des milieux urbains de Vaulx-Milieu et Villefontaine.

### Flore
La flore compte la Naïade marine, la Renoncule scélérate et la Fougère des marais.

### Faune
L'avifaune, qui compte une centaine d'espèces, est représentée par les ardéidés : Bihoreau gris, Hérons cendré et pourpré, Blongios nain, Butor étoilé. Parmi les amphibiens, citons la présence des Tritons palmé et alpestre. La Cistude d'Europe fréquente également le site. Chez les arthropodes, le Robert-le-Diable y est présent.

## Intérêt touristique et pédagogique
Un sentier d'une longueur de 2,5 km, permet de faire le tour de l'étang.

## Administration, plan de gestion, règlement
La réserve naturelle est gérée par la Communauté d'agglomération Porte de l'Isère.

### Outils et statut juridique
La création de la RNV date du 17 avril 1987. La réserve naturelle régionale a été créée par une délibération du 16 décembre 2012.